# Museo di Sakarya
Il Museo di Sakarya (conosciuto anche come Museo di Adapazarı, in turco Sakarya Müzesi) è un museo ad Adapazarı, in Turchia.
L'edificio del museo fu costruito nel 1915 come residenza dal maggiore Baha Bey, il comandante del presidio militare. Nel 1983 è stato acquistato dal Ministero della Cultura e del turismo e il 21 giugno 1993 è stato aperto come museo. L'edificio è stato parzialmente danneggiato durante il terremoto di İzmit del 1999. Dopo il restauro, è stato riaperto il 28 giugno 2003.
La superficie totale della casa e del cortile è di 1 290 metri quadrati. Oltre alle sale espositive e agli uffici, l'edificio dispone di una sala conferenze e di una galleria d'arte. Nella sala espositiva del museo sono esposti sia reperti archeologici che etnografici. Gli oggetti esposti dell'era preistorica e degli imperi romano e bizantino includono asce, ceramiche di terracotta, fiale di profumo e oggetti in metallo e vetro. Gli oggetti etnografici dell'Impero Ottomano e della Turchia includono armi, strumenti di rame, timbri e ricami. Ci sono anche alcuni effetti personali di Mustafa Kemal Pascià (in seguito Atatürk) che incontrò sua madre in questa casa nel 1922.